# Fenice-Europa
Il premio letterario Fenice-Europa, fondato da Adriano Cioci e da Rizia Guarnieri, è nato a Bastia Umbra (Perugia) nel 1998, con lo scopo di favorire la conoscenza della lingua italiana mediante Un romanzo italiano per il mondo. Venivano annualmente premiati tre romanzi scritti in italiano, scelti da una giuria tecnica, formata da esperti e critici letterari, e da oltre 650 giurati popolari (numero in costante aumento), distribuiti nei cinque continenti: Europa, Africa, America, Asia, Oceania e, dal 2007, anche in Antartide. Il premio era itinerante, nel senso che la serata finale e la premiazione degli scrittori vincitori avviene, solitamente in autunno, in Comuni e città dell'Umbria sempre diversi.
A partire dall'anno 2000, nell'ambito del Premio "Fenice-Europa", è stata inserita la sezione Premio Claudia Malizia, un premio a tema, che si propone di far riflettere i giovani lettori in merito al valore della vita.

## Giuria Tecnica
- Luca Desiato
- Claudio Toscani
- Adriano Cioci

## Albo d'Oro PremioFenice-Europa
- 1998 Bastia Umbra: Giuseppe Pederiali, L'amica italiana – Mondadori
- 1999 Cannara: Roberto Cotroneo, L'età perfetta – Rizzoli
- 2000 Deruta: Younis Tawfik, La straniera – Bompiani
- 2001 Spello: Lia Viola Catalano, Malanascenza – Marsilio
- 2002 Torgiano: Carmine Abate, Tra due mari – Mondadori
- 2003 Cascia: Piero Degli Antoni, La verità è un'altra – Fazi
- 2004 Assisi: Antonia Arslan, La masseria delle allodole – Rizzoli
- 2005 Massa Martana: Michele Giuttari, La loggia degli innocenti – Rizzoli
- 2006 Monteleone di Spoleto: Cinzia Tani, L'insonne – Mondadori
- 2007 Bastia Umbra: Giovanni D'Alessandro, La puttana del tedesco – Rizzoli
- 2008 Paciano: Marco Vichi, Nero di luna - Guanda
- 2009 Valfabbrica: Emmanuelle de Villepin, La ragazza che non voleva morire - Bompiani
- 2010 Pieve Emanuele : Carla Maria Russo, Lola nascerà a diciott'anni - Piemme
- 2011 Gualdo Cattaneo : Romana Petri, Tutta la vita - Longanesi
- 2012 Bastia Umbra : Alessandro Perissinotto, Semina il vento - Piemme
- 2013 Massa Martana : Nicola Lecca, La piramide del caffè - Mondadori
- 2014 Valfabbrica : Giuseppe Catozzella, Non dirmi che hai paura - Feltrinelli
- 2015 Capodistria: Marco Balzano, L'ultimo arrivato - Sellerio
- 2016 Losanna: Luigi Ballerini, Hanna non chiude mai gli occhi - San Paolo
- 2017 Pescina: Salvatore Basile, Lo strano viaggio di un oggetto smarrito - Garzanti

## Albo d'Oro PremioClaudia Malizia
- 2000 Deruta: Margherita D'Amico, Il secondo di bordo – Piemme
- 2001 Spello: Rocco Fortunato, I reni di Mick Jagger – Fazi
- 2002 Torgiano: Barbara Garlaschelli, Sirena – Mobydick
- 2003 Cascia: Romano Battaglia, Cielo – Rizzoli
- 2004 Assisi: Stefano Zecchi, Amata per caso – Mondadori
- 2005 Massa Martana: Rosa Giannetta Alberoni, La montagna di luce – Rizzoli
- 2006 Monteleone di Spoleto: Rula Jebreal, La sposa di Assuan – Rizzoli
- 2007 Bastia Umbra: Mauro Caporiccio, Il figlio della luna - Saggiatore
- 2008 Paciano: Enrica Bonaccorti, La pecora rossa - Marsilio
- 2009 Valfabbrica: Andrea Stella, Due ruote sull'oceano - Bompiani
- 2010 Pieve Emanuele: Maria Venturi, La vita senza me - Rizzoli
- 2011 Gualdo Cattaneo: Franco Di Mare, Non chiedere perché - Rizzoli
- 2012 Bastia Umbra: Paola Predicatori, Il mio inverno a zerolandia - Rizzoli
- 2013 Massa Martana: Benedetta Bonfiglioli, Pink lady - San Paolo
- 2014 Valfabbrica: Giusy Versace, Con la testa e con il cuore si va ovunque - Mondadori
- 2015 Capodistria: Francesca Del Rosso, Wondy: Ovvero, come si diventa supereroi per guarire dal cancro - BUR
- 2016 Losanna: Fioly Bocca, Ovunque tu sarai - Giunti
- 2017 Pescina: Sara Rattaro, Splendi più che puoi - Garzanti

## Premio Speciale
- 2007 Bastia Umbra: Simonetta Agnello Hornby, Boccamurata